# Bryan Fuller
Pour les articles homonymes, voir Fuller.
Bryan Fuller, né le 27 juillet 1969 à Lewiston (Idaho), est un scénariste et producteur américain. Il est principalement connu pour son travail sur les séries télévisées Dead Like Me, Heroes, Pushing Daisies et Hannibal.

## Biographie
Bryan Fuller est diplômé de la Clarkston High School à Clarkston (Washington). Il est allé au Lewis-Clark State College à Lewiston (Idaho) avant d'entrer à l'USC School of Cinematic Arts.

## Filmographie

### Scénariste
- Star Trek : Deep Space Nine (1997)
  - Saison 5 épisode : 11, 24
- Star Trek : Voyager (1997-2000)
  - Saison 7 épisode : 9, 10, 16, 17, 21
  - Saison 6 épisode : 3, 5, 8, 17, 23, 25
  - Saison 5 épisode : 2, 12, 13, 18, 21, 24
  - Saison 4 épisode : 6, 12, 17, 23
- Carrie (2002)
- Dead Like Me (2003-2004)
  - Saison 1 épisode : 1, 2, 6, 12
- Wonderfalls (2004) 
  - Saison 1 épisode : 1, 8, 10
- Heroes (2006-2010) 
  - Saison 1, épisode : 4, 16
  - Saison 3, épisode : 20
  - Saison 4, épisode : 4
- Pushing Daisies (2007-2008)
  - Saison 1 épisode : 1, 3, 10
- Mockingbird Lane (2012)
- Hannibal (2013-2015) 
  - Saison 1 épisode : 1, 7, 8, 10, 11, 12, 13
- American Gods (2017-) 
  - Saison 1

### Producteur exécutif
- Dead Like Me
- Pushing Daisies
- Carrie (2002)
- American Gods (2017-)

### Créateur
- Dead Like Me
- Wonderfalls
- Pushing Daisies
- Hannibal
- American Gods
- Star Trek : Discovery